# Відкритий чемпіонат США з тенісу 1975
Відкритий чемпіонат США з тенісу 1975 проходив з 27 серпня по 7 вересня 1975 року на відкртих ґрунтових кортах Форрест-Гіллс району Нью-Йорка Квінз. Це був третій турнір Великого шолома календарного року. 

## Огляд подій та досягнень
Цей чемпіонат США, як і наступні два, проводився на новому покритті — зеленому ґрунті. Така зміна була зумовлена скаргами гравців на нерівномірний й непередбачуваний відскок м'яча на траві. Зелене ґрунтове покриття Har-Tru жорсткіше й швидше від традиційного червоного ґрунту, що використовується в Європі. Потім було збудовано Національний тенісний центр з хардовими кортами, і з 1978 року Відкритий чемпіонат США проводили вже там. 
Мануель Орантес першим з іспанців виграв американський чемпіонат, але цей титул Великого шолома залишився для нього єдиним.
У жінок Кріс Еверт виграла американську першість уперше, але для неї це був уже четвертий титул Великого шолома.

## Результати фінальних матчів

### Дорослі
| Одиночний розряд. Чоловіки Детальніше |                                |               |
| Мануель Орантес                       | Джиммі Коннорс                 | 6–4, 6–3, 6–4 |
|                                       |                                |               |
| Одиночний розряд. Жінки Детальніше    |                                |               |
| Кріс Еверт                            | Івонн Гулагонг Коулі           | 5–7, 6–4, 6–2 |
|                                       |                                |               |
| Парний розряд. Чоловіки Детальніше    |                                |               |
| Джиммі Коннорс Іліє Настасе           | Том Оккер Марті Ріссен         | 6–4, 7–6      |
|                                       |                                |               |
| Парний розряд. Жінки Детальніше       |                                |               |
| Маргарет Корт Вірджинія Вейд          | Розмарі Касалс Біллі Джин Кінг | 7–5, 2–6, 7–6 |
|                                       |                                |               |
| Мікст Детальніше                      |                                |               |
| Розмарі Касалс Дік Стоктон            | Біллі Джин Кінг Фред Столл     | 6–3, 7–6      |
|                                       |                                |               |

### Юніори
| Одиночний розряд. Хлопці  |              |               |
| Говард Шенфілд            | Кріс Люїс    | 6–4, 6–2      |
|                           |              |               |
| Одиночний розряд. Дівчата |              |               |
| Наташа Чмирьова           | Грір Стівенс | 6–7, 6–2, 6–2 |
|                           |              |               |